# Франсіско Селая-і-Айєс
Франсіско Селая-і-Айєс (1798–1848) — виконував обов'язки президента Гондурасу з 21 вересня 1839 до 1 січня 1841 року.